# Lokomotiva PRR S1
Lokomotiva řady S1 byla americká duplexní lokomotiva provozovaná železnicí Pennsylvania Railroad (zkratka PRR). Jediný exemplář, označený číslem 6100, byl dokončen v dílnách společnosti v Altooně v Pensylvánii roku 1939. Byla stavěna jako těžká rychlíková lokomotiva. Podle některých svědectví dosáhla rychlosti až 240 km/h, ale tento rekord není nijak zdokumentován. Pokud by to byla pravda, byla by to nejrychlejší parní lokomotiva na světě.
I přes schopnost dosahovat vysokých rychlostí se příliš neosvědčila, protože lokomotiva byla pro železniční síť příliš veliká a uspořádání pojezdu 3′BB3′ znamenalo, že většina její hmotnosti spočívala na běhounech, hnací dvojkolí tedy měla tendenci prokluzovat. Lokomotiva byla vybavena 205 t těžkým tendrem s 91 m³ vody a 24 t uhlí.
V letech 1939 až 1940 byla součástí expozice na Světové výstavě v New Yorku, kde byla umístěna na speciálním podstavci s válci, který jí umožňoval provoz na místě vlastní silou. Byla vyřazena z provozu už v roce 1946 a v roce 1949 sešrotována.